# Chlebowo (Drawsko)
Pour les articles homonymes, voir Chlebowo.
Chlebowo est une localité polonaise de la gmina de Złocieniec, située dans le powiat de Drawsko en voïvodie de Poméranie-Occidentale. Avant 2018, elle appartenait à la gmina d'Ostrowice.

## Géographie

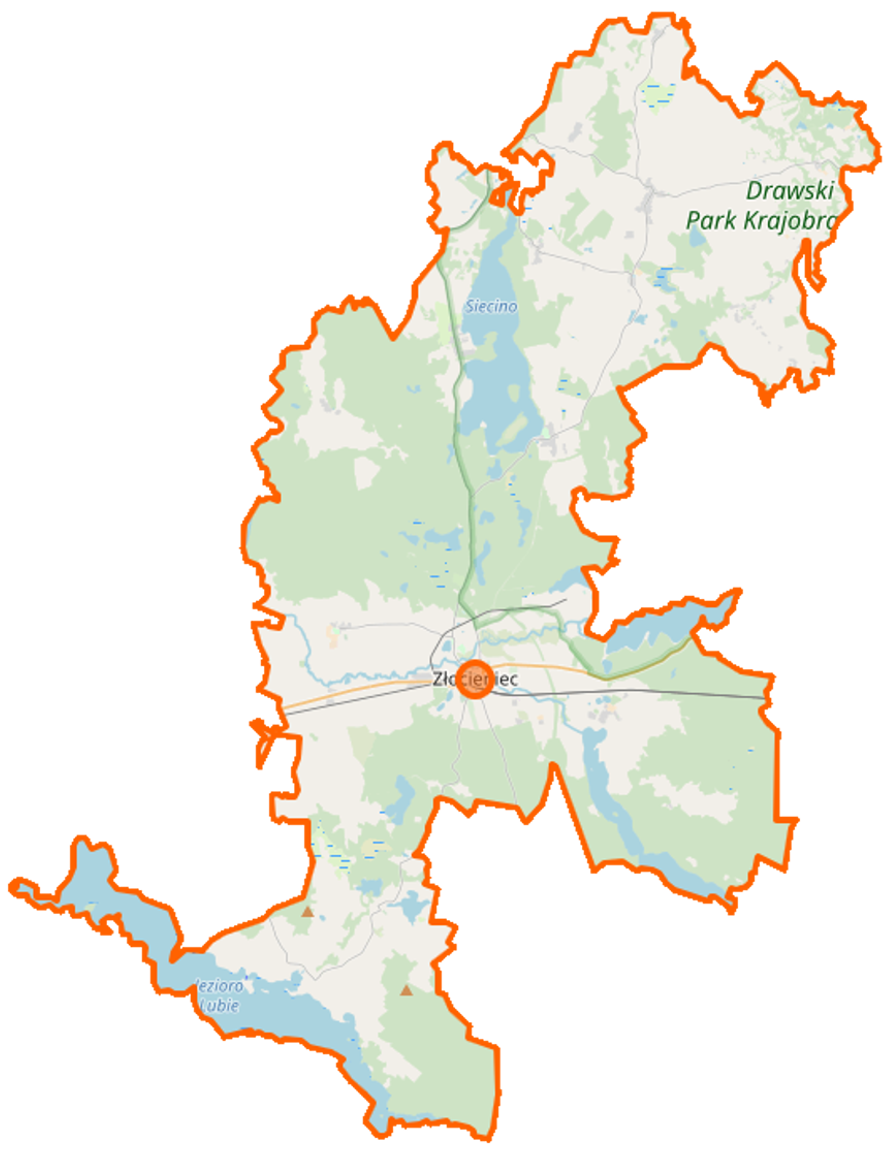
Carte de la gmina de Złocieniec.

## Histoire
De 1816 à 1945, Klebow fait partie de l'arrondissement de Dramburg dans le district de Köslin au sein de la province de Poméranie.